# 阿拉斯加淵八角魚
阿拉斯加淵八角魚，為輻鰭魚綱鮋形目杜父魚亞目八角魚科的其中一種，為溫帶海水魚，分布於東太平洋白令海至美國奧勒岡州海域，棲息深度18-252公尺，體長可達13公分，棲息在岩石底質底層水域，生活習性不明。

## 扩展阅读
維基物種上的相關：阿拉斯加淵八角魚